# Silver Cliff
Silver Cliff é uma cidade  localizada no estado americano de Colorado, no Condado de Custer.

## Demografia
Segundo o censo americano de 2000, a sua população era de 512 habitantes.
Em 2006, foi estimada uma população de 582, um aumento de 70 (13.7%).

## Geografia
De acordo com o United States Census Bureau tem uma área de
40,5 km², dos quais 40,5 km² cobertos por terra e 0,0 km² cobertos por água.

## Localidades na vizinhança
O diagrama seguinte representa as localidades num raio de 40 km ao redor de Silver Cliff.